# Libanothamnus neriifolius
Libanothamnus neriifolius là một loài thực vật có hoa trong họ Cúc. Loài này được (Sch.Bip. ex Sch.Bip.) Ernst mô tả khoa học đầu tiên năm 1870.